# Jonasz Hohoł
Jonasz Hohoł (także Hohol, Gogol, właśc. Jonasz Hohoł-Boguszewicz; zm. 1603) – prawosławny, a następnie unicki biskup pińsko-turowski.
Przed 1594 był przełożonym monasteru Przemienienia Pańskiego w Kobryniu z godnością archimandryty oraz nominatem na biskupstwo pińsko-turowskie z prawem sukcesji po urzędującym biskupie Leoncjuszu. Urząd biskupa pińsko-turowskiego objął z nominacji Zygmunta III Wazy w roku następnym, gdy Leoncjusz zginął w wypadku.
Zdecydowany zwolennik zawarcia unii kościelnej od momentu otrzymania nominacji na biskupstwo. Był sygnatariuszem aktu unii brzeskiej w 1596 roku, stając się ordynariuszem greckokatolickim. Chociaż został z tego powodu ekskomunikowany przez sobór przeciwników unii, obradujący w Brześciu równolegle z synodem unijnym, de facto administrował eparchią do śmierci. Akt unijny podpisał mimo zdecydowanej opozycji wobec niego ze strony podległego mu duchowieństwa. W rezultacie biskupowi wypowiedziała posłuszeństwo nie tylko większość białego duchowieństwa eparchii, ale i największe klasztory z Monasterem Leszczyńskim k. Pińska na czele.
Pochodził z wywodzącego się z Rusi Koronnej uszlachconego rodu Hohoł (Chochoł) herbu Jastrzębiec, do którego należeli później również hetman kozacki Ostap Hohol (zm. 1679) oraz poeta rosyjski Nikołaj Gogol.